# HD 28217
HD 28217，又名BD+10 577，SAO 93943、HR 1402，是一颗恒星，视星等为5.88，位于銀經184.16，銀緯-25.11，其B1900.0坐标为赤經4h 21m 57.4s，赤緯+10° -25.11′ 16″。